# Matua
Matua är ett släkte av spindlar. Matua ingår i familjen plattbuksspindlar.
Kladogram enligt Catalogue of Life:
| Matua | \| \| Matua festiva \| \| \| \| \| \| Matua valida \| \| \| \| |
|       | \| \| Matua festiva \| \| \| \| \| \| Matua valida \| \| \| \| |
|       | Matua festiva                                                  |
|       |                                                                |
|       | Matua valida                                                   |
|       |                                                                |